# Comuna Smilne, Brodî
Smilne (în ucraineană Смільне) este o comună în raionul Brodî, regiunea Liov, Ucraina, formată din satele Sîdînivka și Smilne (reședința).

## Demografie
Componența lingvistică a comunei Smilne
     Ucraineană (99,21%)
     Alte limbi (0,68%)
Conform recensământului din 2001, majoritatea populației comunei Smilne era vorbitoare de ucraineană (99,21%), existând în minoritate și vorbitori de alte limbi.